# París-Roubaix 1989
La París-Roubaix 1989 fou la 87a edició de la París-Roubaix. La cursa es disputà el 9 d'abril de 1989 i fou guanyada pel belga Jean-Marie Wampers, que s'imposà a l'esprint al seu company d'escapada, Dirk de Wolf, en l'arribada a Roubaix. Edwig van Hooydonck fou tercer.

## Classificació final
|    | Ciclista                | Equip        | Temps      |
| -- | ----------------------- | ------------ | ---------- |
| 1  | Jean-Marie Wampers      | Panasonic    | 6h 46' 45" |
| 2  | Dirk de Wolf            | Hitachi      | m. t.      |
| 3  | Edwig van Hooydonck     | Superconflex | + 59"      |
| 4  | Gilbert Duclos-Lassalle | Z-Peugeot    | m. t.      |
| 5  | Eddy Planckaert         | AD Renting   | m. t.      |
| 6  | Marc Madiot             | Toshiba      | m. t.      |
| 7  | Herman Frison           | Histor-Sigma | + 4' 27"   |
| 8  | Jacques Hanegraaf       | TVM          | m. t.      |
| 9  | Urs Freuler             | Panasonic    | m. t.      |
| 10 | Johan Lammerts          | AD Renting   | m. t.      |